# 高砂町 (室蘭市)
高砂町（たかさごちょう）は北海道室蘭市の地名。高砂町一丁目から五丁目の町がある。住居表示実施済み。郵便番号は050-0072。かつて同名の字が存在した。

## 地理
室蘭市の東端に位置し、北に水元町、東に登別市美園町、南東から南に日の出町、南西に宮の森町、西に知利別町と接する。

### 河川
- 二級河川 鷲別川

## 地域の特徴
室蘭市の都市計画マスタープランでは蘭東地域に属する。
北および西に向かって緩やかな上り勾配がある。町域の東縁を鷲別川が南流し、南東縁の内側をJR北海道室蘭本線が通る。東端には鷲別駅がある。北海道道107号室蘭環状線が鷲別駅の下をくぐって北西方向に延び、150メートルほど進んだところで町域の東縁から南西に走ってきた北海道道782号上登別室蘭線と接続する。北海道道107号室蘭環状線は途中北に向きを変えて町域の北端に達する。その後室蘭工業大学の前を西行した後、南に向きを変え、再度町域の北西縁を掠める。学校のあつまる文教地区である。

一丁目に鷲別駅，室蘭警察署 高砂交番，室蘭信用金庫 高砂支店，高砂緑ヶ丘町会館、二丁目に室蘭高砂郵便局，高砂第三会館、三丁目に海星学院高等学校，市立室蘭看護専門学院，ほくと保育園，高砂中央会館、四丁目に北海道室蘭東翔高等学校，室蘭市立東明中学校、五丁目に北海道電力ネットワーク 室蘭変電所，室蘭工業大学前郵便局，高砂町会館，室蘭市高砂テニスコートなどがある。

## 歴史
かつては農業地帯であったが、1956年（昭和31年）以降の東室蘭土地区画整理事業の開始により、ベッドタウンおよび学園の町として発展した。1950年（昭和25年）室蘭市立高砂小学校が開校、1974年（昭和49年）には校舎改築したが、2020年（令和2年）に閉校した。1961年（昭和36年）室蘭カトリック女子高等学校が開校、2003年（平成15年）に男女共学化と共に海星学院高等学校となる。1963年（昭和38年）北海道室蘭東高等学校が開校、2006年4月に北海道室蘭商業高等学校と統合し、北海道室蘭東翔高等学校となる。1967年（昭和42年）室蘭市立東明中学校が開校。1969年（昭和44年）文化女子大学室蘭短期大学が開学、2009年（平成21年）に閉校した後、2010年（平成22年）に市立室蘭看護専門学院が移転した。

### 沿革
- 1929年（昭和4年）10月16日 - 字名改正により輪西村（大字）の一部が高砂町（字）となり、輪西村（大字）を廃止[5][8]。
- 1967年（昭和42年）7月1日 - 高砂町一丁目 - 五丁目新設[5][9]。

### 町名の変遷
| 実施内容          | 実施年月日                | 実施後       | 実施前                                                                                            |
| ----------------- | ------------------------- | ------------ | ------------------------------------------------------------------------------------------------- |
| 字名改正          | 1929年（昭和4年）10月16日 | 高砂町（字） | 輪西村（大字）の小字、 札幌通，峰通，ワシベツ，チリベツ，サツテキ，ヲクワシベツ，サツテキワシベツ |
| 町名新設 住居表示 | 1967年（昭和42年）7月1日  | 高砂町一丁目 | 高砂町（字）の一部                                                                                |
| 町名新設 住居表示 | 1967年（昭和42年）7月1日  | 高砂町二丁目 | 高砂町（字），宮の森町二丁目の各一部                                                              |
| 町名新設 住居表示 | 1967年（昭和42年）7月1日  | 高砂町三丁目 | 高砂町（字）の一部                                                                                |
| 町名新設 住居表示 | 1967年（昭和42年）7月1日  | 高砂町四丁目 | 高砂町（字）の一部                                                                                |
| 町名新設 住居表示 | 1967年（昭和42年）7月1日  | 高砂町五丁目 | 高砂町（字）の一部                                                                                |

## 世帯数と人口
2023年（令和5年）12月31日現在（室蘭市発表）の世帯数と人口は以下の通りである。
| 町           | 世帯数    | 人口    |
| ------------ | --------- | ------- |
| 高砂町一丁目 | 1,332世帯 | 2,284人 |
| 高砂町二丁目 | 862世帯   | 1,540人 |
| 高砂町三丁目 | 450世帯   | 792人   |
| 高砂町四丁目 | 729世帯   | 1,338人 |
| 高砂町五丁目 | 699世帯   | 1,003人 |
| 計           | 4,072世帯 | 6,957人 |

### 人口の変遷
国勢調査による人口の推移。
| 1995年（平成7年）  | 10,049人 | [ 11 ] |  |
| 2000年（平成12年） | 9,555人  | [ 12 ] |  |
| 2005年（平成17年） | 9,086人  | [ 13 ] |  |
| 2010年（平成22年） | 8,932人  | [ 14 ] |  |
| 2015年（平成27年） | 8,312人  | [ 15 ] |  |
| 2020年（令和2年）  | 8,052人  | [ 16 ] |  |

### 世帯数の変遷
国勢調査による世帯数の推移。
| 1995年（平成7年）  | 4,907世帯 | [ 11 ] |  |
| 2000年（平成12年） | 4,775世帯 | [ 12 ] |  |
| 2005年（平成17年） | 4,674世帯 | [ 13 ] |  |
| 2010年（平成22年） | 4,804世帯 | [ 14 ] |  |
| 2015年（平成27年） | 4,625世帯 | [ 15 ] |  |
| 2020年（令和2年）  | 4,573世帯 | [ 16 ] |  |

## 学区
市立小・中学校に通う場合、学区は以下の通りとなる。
| 町           | 街区 | 小学校             | 中学校             |
| ------------ | ---- | ------------------ | ------------------ |
| 高砂町一丁目 | 全域 | 室蘭市立天神小学校 | 室蘭市立東明中学校 |
| 高砂町二丁目 | 全域 | 室蘭市立天神小学校 | 室蘭市立東明中学校 |
| 高砂町三丁目 | 全域 | 室蘭市立天神小学校 | 室蘭市立東明中学校 |
| 高砂町四丁目 | 全域 | 室蘭市立天神小学校 | 室蘭市立東明中学校 |
| 高砂町五丁目 | 全域 | 室蘭市立天神小学校 | 室蘭市立東明中学校 |

## 交通

### 鉄道
- JR北海道室蘭本線鷲別駅

### バス
道南バスが路線バスを運行する。

### 道路
- 北海道道107号室蘭環状線
- 北海道道782号上登別室蘭線

## 施設

### 役所・公的機関
- 室蘭警察署 高砂交番

### 公共施設
- 高砂町会館
- 高砂第三会館
- 高砂中央会館
- 高砂緑ヶ丘町会館
- 室蘭市高砂テニスコート

### 教育施設
- 北海道室蘭東翔高等学校
- 海星学院高等学校
- 市立室蘭看護専門学院
- 室蘭市立東明中学校

### 金融機関
- 室蘭高砂郵便局
- 室蘭工業大学前郵便局
- 室蘭信用金庫 高砂支店

### 社会福祉施設
- ほくと保育園

### 公園
- JogJog公園（高砂4丁目公園）
- 高砂1丁目公園
- 高砂3丁目公園
- 高砂5丁目公園
- 高砂東公園
- 東明公園
- 緑ヶ丘公園
- やまじ公園

### その他
- 北海道電力ネットワーク 室蘭変電所